# Кітсумкайлум 1
Кітсумкайлум 1 (англ. Kitsumkaylum 1) — індіанська резервація в Канаді, у провінції Британська Колумбія, у межах регіонального округу Кітімат-Стекін.

## Населення
За даними перепису 2016 року, індіанська резервація нараховувала 334 особи, показавши зростання на 10,6%, порівняно з 2011-м роком. Середня густина населення становила 68,8 осіб/км².
З офіційних мов обидвома одночасно володіли 10 жителів, тільки англійською — 325. Усього 30 осіб вважали рідною мовою не одну з офіційних, з них 25 — одну з корінних мов.
Працездатне населення становило 64,2% усього населення, рівень безробіття — 17,6%.

## Клімат
Середня річна температура становить 6,1°C, середня максимальна – 18,9°C, а середня мінімальна – -10°C. Середня річна кількість опадів – 1 395 мм.
| Клімат поселення                              | Клімат поселення | Клімат поселення | Клімат поселення | Клімат поселення | Клімат поселення | Клімат поселення | Клімат поселення | Клімат поселення | Клімат поселення | Клімат поселення | Клімат поселення | Клімат поселення | Клімат поселення |
| Показник                                      | Січ.             | Лют.             | Бер.             | Квіт.            | Трав.            | Черв.            | Лип.             | Серп.            | Вер.             | Жовт.            | Лист.            | Груд.            |                  |
| Середній максимум, °C                         | 1,50             | 4,46             | 8,06             | 11,55            | 15,42            | 18,91            | 18,06            | 18,05            | 14,12            | 8,91             | 3,24             | −0,64            |                  |
| Середня температура, °C                       | −4,26            | −1,28            | 2,32             | 5,79             | 9,67             | 13,17            | 15,68            | 15,68            | 11,73            | 6,54             | 0,86             | −3               |                  |
| Середній мінімум, °C                          | −10,02           | −7,04            | −3,46            | 0,04             | 3,91             | 7,40             | 13,30            | 13,30            | 9,36             | 4,16             | −1,53            | −5,39            |                  |
| Норма опадів, мм                              | 175              | 124              | 87               | 72               | 55               | 54               | 56               | 70               | 119              | 213              | 189              | 181              |                  |
| Середньомісячна швидкість вітру, м/с          | 2.73             | 2.61             | 2.57             | 2.56             | 2.45             | 2.48             | 2.20             | 2.03             | 1.97             | 2.22             | 2.38             | 2.56             |                  |
| Середньомісячна сонячна радіація, кДж/м²·день | 2045             | 4446             | 8736             | 13989            | 17835            | 19033            | 18186            | 15314            | 10271            | 5329             | 2512             | 1472             |                  |
| --------------------------------------------- | ---------------- | ---------------- | ---------------- | ---------------- | ---------------- | ---------------- | ---------------- | ---------------- | ---------------- | ---------------- | ---------------- | ---------------- | ---------------- |
| Джерело:                                      |                  |                  |                  |                  |                  |                  |                  |                  |                  |                  |                  |                  |                  |